# Marek Konwa
Marek Konwa (11 maart 1990) is een Pools wielrenner. Hij vertegenwoordigde in het mountainbiken zijn land op de Olympische Zomerspelen van 2012, hij werd er 16de op 3.34 van winnaar Kulhavý.

## Loopbaan

### Jeugd
Bij de jeugd werd Konwa gezien als een van de grootste talenten die zijn land rijk was, zowel in het veldrijden als in het mountainbiken. Na verschillende nationale titels te hebben behaald bij de nieuwelingen maakte hij vanaf het veldritseizoen 2006-2007 de overstap naar de junioren. Hij won er meteen het nationaal kampioenschap, en eindigde hij 5de op het EK en 9de op het WK. Later in 2007 werd hij 10 op zowel het WK, als het WK mountainbike, en won hij ook nog de Koppenbergcross en de Cyclocross Gieten. Ook in 2008 haalde hij de top-10 op het EK MTB.
Hij brak echter internationaal pas echt door bij de beloftencategorie. Zo werd hij in 2009 5de op zowel het EK, als het WK. Begin Januari 2010 werd hij tijdens het WK Veldrijden aanvankelijk 5de. Maar nadat later bleek dat zijn landgenoten Paweł Szczepaniak en Kacper Szczepaniak doping hadden gebruikt werd hij uiteindelijk toch 3de. In 2011 nam hij tijdens het WK MTB het zilver, hij eindigde op net geen 2 minuten van het goud.

### Eerste profjaren
Vanaf 1 januari 2012 kwam hij als prof uit voor het Nederlandse Mountainbike team van Bart Brentjens.
Hij won in zijn eerste jaar verscheidene MTB wedstrijden, en zowel in het mountainbiken als in het veldrijden werd hij Pools kampioen.

## Palmares

### Veldrijden
Overwinningen
| Seizoen   | Wereldbeker | TOI TOI                | WK  | EK  | PK   | Overige                                                                                              | Aantal zeges |
| --------- | ----------- | ---------------------- | --- | --- | ---- | --- | ------------ |
| 2011-2012 |             |                        | NVT | NVT | NVT  | Gościęcin                                                                                            | 1            |
| 2012-2013 |             |                        | DNS | NVT | Goud | Gościęcin                                                                                            | 2            |
| 2013-2014 |             |                        | DNS | NVT | Goud | | 1            |
| 2014-2015 |             |                        | 37e | NVT | Goud | | 1            |
| 2015-2016 |             |                        | DNS | DNS | Goud | | 1            |
| 2016-2017 |             |                        | 25e | DNS | Goud | | 1            |
| 2017-2018 |             | Milovice               | DNS | 25e | Goud | Poprad                                                                                               | 3            |
| 2018-2019 |             |                        | DNS | 25e | Goud | | 0            |
| 2019-2020 |             |                        | DNS | DNS | Goud | | 1            |
| 2020-2021 |             | Kolin                  | 36e | DNS | Goud | Gosciecin                                                                                            | 2            |
| 2021-2022 |             | Hlinsko                | DNS | DNS | Goud | München, Gosciecin, Stadl-Paura                                                                      | 5            |
| 2022-2023 |             | Rymarov                | 17e | DNS | Goud | Mikolow, Samorin (I), Gosciecin                                                                      | 5            |
| 2023-2024 |             | Rymarov eindklassement | -   | DNS | Goud | Trnava, Salvirola, Samorin (I en II), Ziar Nad Hronom, Gosciecin, Zielona Góra                       | 9            |
| 2024-2025 |             | Mladá Boleslav, Uničov |     |     | Goud | Bad Salzdetfurth (II), Levoca - Uloza, Trnava, Topolcianky (II), Podbrezova, Gosciecin, Zielona Góra | 10           |
| Totaal    | 0           | 7                      | 0   | 0   | 13   | 24                                                                                                   | 44           |

### Mountainbike
| Seizoen | Wereldbeker | OS  | WK  | EK  | PK   | overige                                              | Totaal aantal zeges |
| ------- | ----------- | --- | --- | --- | ---- | ---------------------------------------------------- | ------------------- |
| 2012    |             | 16e | NVT | NVT | Goud | Bitlis, Jelenia Góra, Kutná Hora, Nevsehir, Istanbul | 6                   |
| 2013    |             | NVT | 14e | DNS | Goud | Premantura, Jelenia Góra                             | 3                   |
| 2014    |             | NVT | 33e | 14e | Goud |                                                      | 1                   |
| 2015    |             | NVT | 29e | DNS | Goud | Jelenia Góra, Istanbul                               | 3                   |

### Jeugd
- Pools kampioenschap, veldrijden: 2005 en 2006 (nieuwelingen), 2007 (junioren), 2011 en 2012 (beloften)
- Pools kampioenschap, mountainbike: 2005 en 2006 (nieuwelingen), 2008 (junioren), 2009, 2010 en 2011 (beloften)